# Savelli (priimek)
Savelli je priimek v Sloveniji in tujini. Po podatkih Statističnega urada Republike Slovenije je na dan 1. januarja 2011 v Slovenji uporabljalo ta priimek 15 oseb.  

## Znani slovenski nosilci priimka
- Julij Savelli (1912—1993), slovensko-argentinski zborovodja in glasbeni pisec

## Znani tuji nosilci priimka
- Dominco Savelli (1792—1864), italijanski duhovnik, škof in kardinal
- Giacomo Savelli (1523—1587), italijanski duhovnik, škof in kardinal

## Glej še priimke
- Šavli
- Šavelj, Šavel